# Rolf van Eijk
 (décembre 2018).
Pour les articles homonymes, voir Eijk.
Rolf van Eijk, né le 28 décembre 1983 aux Pays-Bas, est un réalisateur et scénariste néerlandais.

## Filmographie
- 2004 : Ogenblik
- 2005 : Guido
- 2007 : Hemel boven Holland
- 2009 : De Ander
- 2009 : Zij van Katwijk
- 2010 : Zomerstorm (nl)
- 2011 : The Child Within (court-métrage)
- 2011 : Vast[2]
- 2012 : Code A1
- 2013 : Waiting for Marissa
- 2013 : Van God los (nl)
- 2014 : T.I.M. - The Incredible Machine[3]
- 2018 : My Foolish Heart[4]